# Большие Крутцы (Тверская область)
Большие Крутцы — деревня в Кашинском городском округе Тверской области.

## География
Находится в юго-восточной части Тверской области на расстоянии приблизительно 9 км на запад по прямой от города Кашин на левом берегу речки Яхрома.

## История
Деревня была показана ещё на карте 1825 года. В 1859 году здесь (деревня Крутцы Кашинского уезда) было учтено 18 дворов. До 2018 года входила в состав ныне упразднённого Давыдовского сельского поселения.

## Население
Численность населения: 156 человек (1859 год), 5 (русские 80 %) в 2002 году, 1 в 2010.